# Vibrissea leptospora
Vibrissea leptospora är en svampart som först beskrevs av Berk. & Broome, och fick sitt nu gällande namn av William Phillips 1881. Vibrissea leptospora ingår i släktet Vibrissea och familjen Vibrisseaceae.   Inga underarter finns listade i Catalogue of Life.